# 13e étape du Tour d'Italie 2015
Pour un article plus général, voir Tour d'Italie 2015.
La 13e étape du Tour d'Italie 2015 s'est déroulée le vendredi 22 mai 2015. Elle part de Montecchio Maggiore et arrive à Jesolo après 147 km.

## Parcours
Cette treizième étape se déroule sous la forme d'une étape en ligne entre Montecchio Maggiore et Jesolo. Elle est classée étape de plaine par les organisateurs, le parcours ne comprend aucune difficulté répertoriée et devrait sauf grande surprise se jouer entre les meilleurs sprinteurs du peloton.

## Résultats

### Classement de l'étape
| Classement de l'étape | Classement de l'étape | Classement de l'étape | Classement de l'étape | Classement de l'étape |
|                       | Coureur               | Pays                  | Équipe                | Temps                 |
| --------------------- | --------------------- | --------------------- | --------------------- | --------------------- |
| 1er                   | Sacha Modolo          | Italie                | Lampre-Merida         | en 3 h 3 min 8 s      |
| 2e                    | Giacomo Nizzolo       | Italie                | Trek Factory Racing   | m.t                   |
| 3e                    | Elia Viviani          | Italie                | Sky                   | m.t                   |
| 4e                    | Alexander Porsev      | Russie                | Katusha               | m.t                   |
| 5e                    | Eduard-Michael Grosu  | Roumanie              | Nippo-Vini Fantini    | m.t                   |
| 6e                    | Maximiliano Richeze   | Argentine             | Lampre-Merida         | m.t                   |
| 7e                    | Moreno Hofland        | Pays-Bas              | Lotto NL-Jumbo        | m.t                   |
| 8e                    | Nicola Ruffoni        | Italie                | Bardiani CSF          | m.t                   |
| 9e                    | Luka Mezgec           | Slovénie              | Giant-Alpecin         | m.t                   |
| 10e                   | Heinrich Haussler     | Australie             | IAM                   | m.t                   |
| modifier              |                       |                       |                       |                       |

### Points attribués
|   | Cycliste             | Nat       | Équipe               | Pts | Bonif |
| - | -------------------- | --------- | -------------------- | --- | ----- |
| 1 | Marco Frapporti      | Italie    | Androni Giocattoli-S | 20  | 3 s   |
| 2 | Rick Zabel           | Allemagne | BMC Racing           | 12  | 2 s   |
| 3 | Jérôme Pineau        | France    | IAM                  | 8   | 1 s   |
| 4 | Giacomo Nizzolo      | Italie    | Trek Factory Racing  | 6   |       |
| 5 | Eduard-Michael Grosu | Roumanie  | Nippo-Vini Fantini   | 4   |       |
| 6 | Sonny Colbrelli      | Italie    | Bardiani CSF         | 3   |       |
| 7 | Elia Viviani         | Italie    | Sky                  | 2   |       |
| 8 | Nicola Boem          | Italie    | Bardiani CSF         | 1   |       |

|   | Cycliste             | Nat       | Équipe                      | Pts | Bonif |
| - | -------------------- | --------- | --------------------------- | --- | ----- |
| 1 | Rick Zabel           | Allemagne | BMC Racing                  | 20  | 3 s   |
| 2 | Marco Frapporti      | Italie    | Androni Giocattoli-Sidermec | 12  | 2 s   |
| 3 | Jérôme Pineau        | France    | IAM                         | 8   | 1 s   |
| 4 | Nicola Boem          | Italie    | Bardiani CSF                | 6   |       |
| 5 | Giacomo Nizzolo      | Italie    | Trek Factory Racing         | 4   |       |
| 6 | Elia Viviani         | Italie    | Sky                         | 3   |       |
| 7 | Philippe Gilbert     | Belgique  | BMC Racing                  | 2   |       |
| 8 | Riccardo Stacchiotti | Italie    | Nippo-Vini Fantini          | 1   |       |

| - Sprint final de Jesolo (km 147) \| \| Cycliste \| Nat \| Équipe \| Points \| Bonif \| \| -- \| -------------------- \| --------- \| --------------------------- \| ------ \| ----- \| \| 1 \| Sacha Modolo \| Italie \| Lampre-Merida \| 50 \| 10 s \| \| 2 \| Giacomo Nizzolo \| Italie \| Trek Factory Racing \| 35 \| 6 s \| \| 3 \| Elia Viviani \| Italie \| Trek Factory Racing \| 25 \| 4 s \| \| 4 \| Alexander Porsev \| Russie \| Katusha \| 18 \| \| \| 5 \| Eduard-Michael Grosu \| Roumanie \| Nippo-Vini Fantini \| 14 \| \| \| 6 \| Maximiliano Richeze \| Argentine \| Lampre-Merida \| 12 \| \| \| 7 \| Moreno Hofland \| Pays-Bas \| Lotto NL-Jumbo \| 10 \| \| \| 8 \| Nicola Ruffoni \| Italie \| Bardiani CSF \| 8 \| \| \| 9 \| Luka Mezgec \| Slovénie \| Giant-Alpecin \| 7 \| \| \| 10 \| Heinrich Haussler \| Australie \| IAM \| 6 \| \| \| 11 \| Davide Appollonio \| Italie \| Androni Giocattoli-Sidermec \| 5 \| \| \| 12 \| Alessandro Petacchi \| Italie \| Southeast \| 4 \| \| \| 13 \| André Greipel \| Allemagne \| Lotto-Soudal \| 3 \| \| \| 14 \| Michael Matthews \| Australie \| Orica-GreenEDGE \| 2 \| \| \| 15 \| Eugert Zhupa \| Albanie \| Southeast \| 1 \| \| |                      |           |                             |        |       |
| | Cycliste             | Nat       | Équipe                      | Points | Bonif |
| 1 | Sacha Modolo         | Italie    | Lampre-Merida               | 50     | 10 s  |
| 2 | Giacomo Nizzolo      | Italie    | Trek Factory Racing         | 35     | 6 s   |
| 3 | Elia Viviani         | Italie    | Trek Factory Racing         | 25     | 4 s   |
| 4 | Alexander Porsev     | Russie    | Katusha                     | 18     |       |
| 5 | Eduard-Michael Grosu | Roumanie  | Nippo-Vini Fantini          | 14     |       |
| 6 | Maximiliano Richeze  | Argentine | Lampre-Merida               | 12     |       |
| 7 | Moreno Hofland       | Pays-Bas  | Lotto NL-Jumbo              | 10     |       |
| 8 | Nicola Ruffoni       | Italie    | Bardiani CSF                | 8      |       |
| 9 | Luka Mezgec          | Slovénie  | Giant-Alpecin               | 7      |       |
| 10 | Heinrich Haussler    | Australie | IAM                         | 6      |       |
| 11 | Davide Appollonio    | Italie    | Androni Giocattoli-Sidermec | 5      |       |
| 12 | Alessandro Petacchi  | Italie    | Southeast                   | 4      |       |
| 13 | André Greipel        | Allemagne | Lotto-Soudal                | 3      |       |
| 14 | Michael Matthews     | Australie | Orica-GreenEDGE             | 2      |       |
| 15 | Eugert Zhupa         | Albanie   | Southeast                   | 1      |       |

### Classement au temps par équipes
| Classement par équipes au temps | Classement par équipes au temps | Classement par équipes au temps | Classement par équipes au temps |
|                                 | Équipe                          | Pays                            | Temps                           |
| ------------------------------- | ------------------------------- | ------------------------------- | ------------------------------- |
| 1re                             | Katusha                         | Russie                          | en 9 h 9 min 32 s               |
| 2e                              | Lotto NL-Jumbo                  | Pays-Bas                        | m.t                             |
| 3e                              | Lotto-Soudal                    | Belgique                        | m.t                             |
| modifier                        |                                 |                                 |                                 |

### Classement aux points par équipes
| Classement par équipes aux points | Classement par équipes aux points | Classement par équipes aux points | Classement par équipes aux points | Classement par équipes aux points |
|                                   | Équipes                           | Pays                              |                                   | Point(s)                          |
| --------------------------------- | --------------------------------- | --------------------------------- | --------------------------------- | --------------------------------- |
| 1re                               | Lampre-Merida                     | Italie                            |                                   | 62                                |
| 2e                                | Trek Factory Racing               | États-Unis                        |                                   | 38                                |
| 3e                                | Sky                               | Royaume-Uni                       |                                   | 25                                |
| modifier                          |                                   |                                   |                                   |                                   |

## Classements à l'issue de l'étape

### Classement général
| Classement final général | Classement final général | Classement final général | Classement final général | Classement final général |
|                          | Coureur                  | Pays                     | Équipe                   | Temps                    |
| ------------------------ | ------------------------ | ------------------------ | ------------------------ | ------------------------ |
| 1er                      | Fabio Aru                | Italie                   | Astana                   | en 54 h 20 min 35 s      |
| 2e                       | Alberto Contador         | Espagne                  | Tinkoff-Saxo             | + 19 s                   |
| 3e                       | Mikel Landa              | Espagne                  | Astana                   | + 1 min 14 s             |
| 4e                       | Roman Kreuziger          | Tchéquie                 | Tinkoff-Saxo             | + 1 min 38 s             |
| 5e                       | Dario Cataldo            | Italie                   | Astana                   | + 1 min 49 s             |
| 6e                       | Rigoberto Urán           | Colombie                 | Etixx-Quick Step         | + 2 min 2 s              |
| 7e                       | Damiano Caruso           | Italie                   | BMC Racing               | + 2 min 12 s             |
| 8e                       | Andrey Amador            | Costa Rica               | Movistar                 | + 2 min 21 s             |
| 9e                       | Giovanni Visconti        | Italie                   | Movistar                 | + 2 min 40 s             |
| 10e                      | Yury Trofimov            | Russie                   | Katusha                  | + 3 min 15 s             |
| modifier                 |                          |                          |                          |                          |

### Classement par points
| Classement par points | Classement par points | Classement par points | Classement par points | Classement par points |
| --------------------- | --------------------- | --------------------- | --------------------- | --------------------- |
|                       | Coureur               | Pays                  | Équipe                | Point(s)              |
| 1er                   | Elia Viviani          | Italie                | Sky                   | 119 points            |
| 2e                    | Giacomo Nizzolo       | Italie                | Trek Factory Racing   | 119 pts               |
| 3e                    | Nicola Boem           | Italie                | Bardiani CSF          | 109 pts               |
| 4e                    | Sacha Modolo          | Italie                | Lampre-Merida         | 91 pts                |
| 5e                    | André Greipel         | Allemagne             | Lotto-Soudal          | 88 pts                |
| modifier              |                       |                       |                       |                       |

### Classement du meilleur grimpeur
| Classement du meilleur grimpeur | Classement du meilleur grimpeur | Classement du meilleur grimpeur | Classement du meilleur grimpeur | Classement du meilleur grimpeur |
| ------------------------------- | ------------------------------- | ------------------------------- | ------------------------------- | ------------------------------- |
|                                 | Coureur                         | Pays                            | Équipe                          | Point(s)                        |
| 1er                             | Beñat Intxausti                 | Espagne                         | Movistar                        | 61 points                       |
| 2e                              | Simon Geschke                   | Allemagne                       | Giant-Alpecin                   | 53 pts                          |
| 3e                              | Carlos Betancur                 | Colombie                        | AG2R La Mondiale                | 46 pts                          |
| 4e                              | Steven Kruijswijk               | Pays-Bas                        | Lotto NL-Jumbo                  | 43 pts                          |
| 5e                              | Paolo Tiralongo                 | Italie                          | Astana                          | 23 pts                          |
| modifier                        |                                 |                                 |                                 |                                 |

### Classement du meilleur jeune
| Classement du meilleur jeune | Classement du meilleur jeune | Classement du meilleur jeune | Classement du meilleur jeune | Classement du meilleur jeune |
|                              | Coureur                      | Pays                         | Équipe                       | Temps                        |
| ---------------------------- | ---------------------------- | ---------------------------- | ---------------------------- | ---------------------------- |
| 1er                          | Fabio Aru                    | Italie                       | Astana                       | en 54 h 20 min 35 s          |
| 2e                           | Davide Formolo               | Italie                       | Cannondale-Garmin            | + 3 min 59 s                 |
| 3e                           | Esteban Chaves               | Colombie                     | Orica-GreenEDGE              | + 43 min 35 s                |
| 4e                           | Jan Polanc                   | Slovénie                     | Lampre-Merida                | + 49 min 31 s                |
| 5e                           | Francesco Manuel Bongiorno   | Italie                       | Bardiani CSF                 | + 1 h 0 min 50 s             |
| modifier                     |                              |                              |                              |                              |

### Classements par équipes

#### Classement au temps
| Classement par équipes au temps | Classement par équipes au temps | Classement par équipes au temps | Classement par équipes au temps |
|                                 | Équipe                          | Pays                            | Temps                           |
| ------------------------------- | ------------------------------- | ------------------------------- | ------------------------------- |
| 1re                             | Astana                          | Kazakhstan                      | en 162 h 23 min 40 s            |
| 2e                              | BMC Racing                      | États-Unis                      | + 6 min 14 s                    |
| 3e                              | Movistar                        | Espagne                         | + 7 min 14 s                    |
| modifier                        |                                 |                                 |                                 |

#### Classement aux points
| Classement par équipes aux points | Classement par équipes aux points | Classement par équipes aux points | Classement par équipes aux points | Classement par équipes aux points |
|                                   | Équipes                           | Pays                              |                                   | Point(s)                          |
| --------------------------------- | --------------------------------- | --------------------------------- | --------------------------------- | --------------------------------- |
| 1re                               | Astana                            | Kazakhstan                        |                                   | 287                               |
| 2e                                | Lampre-Merida                     | Italie                            |                                   | 242                               |
| 3e                                | BMC Racing                        | États-Unis                        |                                   | 205                               |
| modifier                          |                                   |                                   |                                   |                                   |

## Abandons
- 136 -  Simon Gerrans (Orica-GreenEDGE) : Non partant